# Monts Stanovoï
Les monts Stanovoï (en russe : Станово́й хребе́т) sont une chaîne de montagnes située dans le sud de la Sibérie et la partie orientale de la Russie.
Les monts Stanovoï s'étendent sur une longueur de 720 km entre le lac Baïkal et la mer d'Okhotsk, suivant une direction générale est-ouest. Ils séparent le bassin de la Léna au nord du bassin de l'Amour au sud.
Le point culminant est le mont Skalisty (2 482 m), situé au milieu de la chaîne. Les nombreux glaciers des monts Stanovoï constituent la principale source de la Léna.
Les monts Stavonoï sont pratiquement inhabités. Ils entrèrent dans l’histoire en 1689, lorsqu'ils furent définis, avec le fleuve Argoun comme la frontière entre la Russie et la Chine par le traité de Nertchinsk. Le traité d'Aigun de 1858 et la convention de Pékin de 1860 déplacèrent la frontière plus au sud, le long du fleuve Amour, en conservant la frontière de son affluent, l'Argoun, à l'ouest.

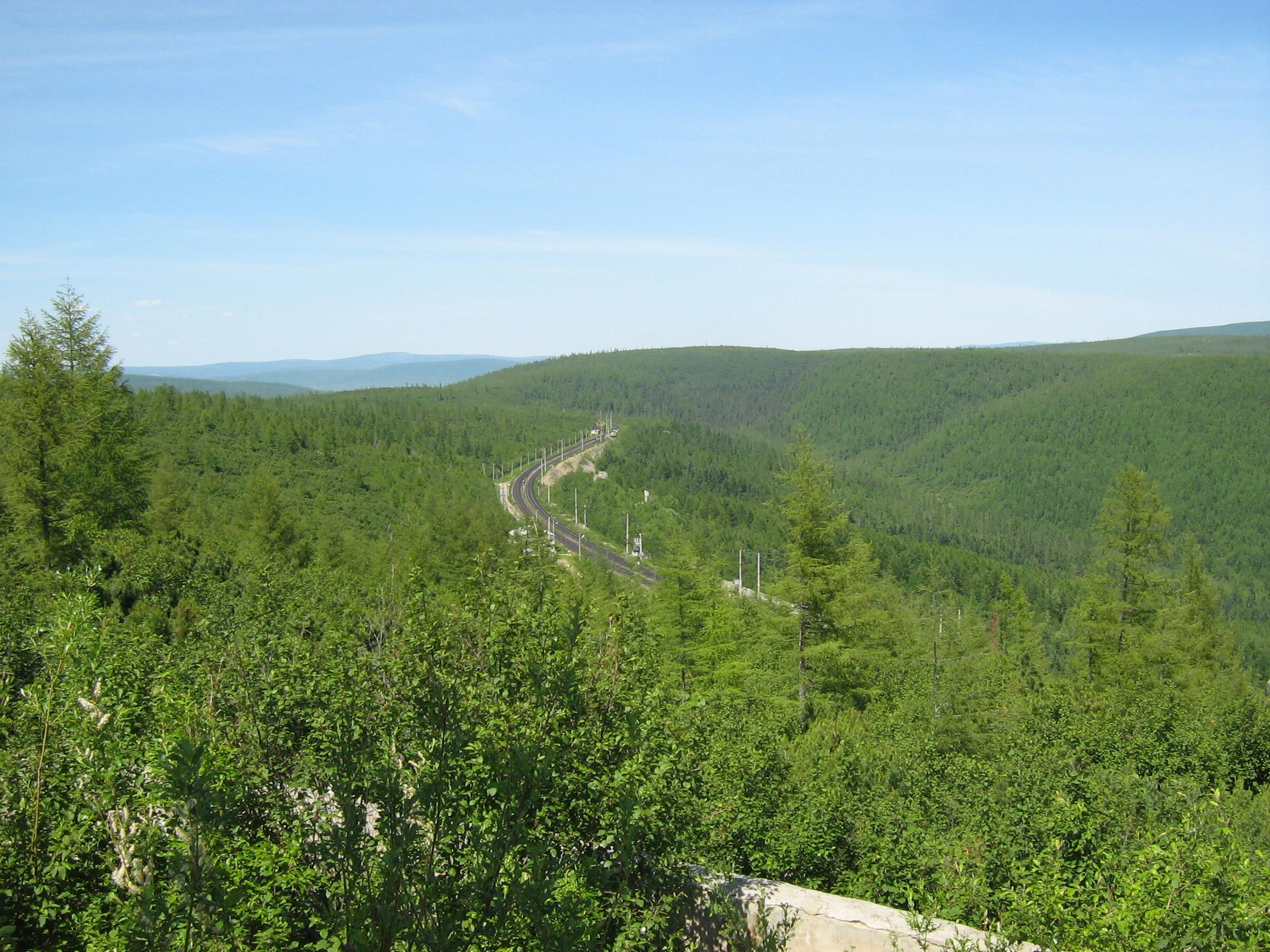
Vue des monts Stanovoï, aux confins de la Yakoutie et de la vallée de l'Amour.
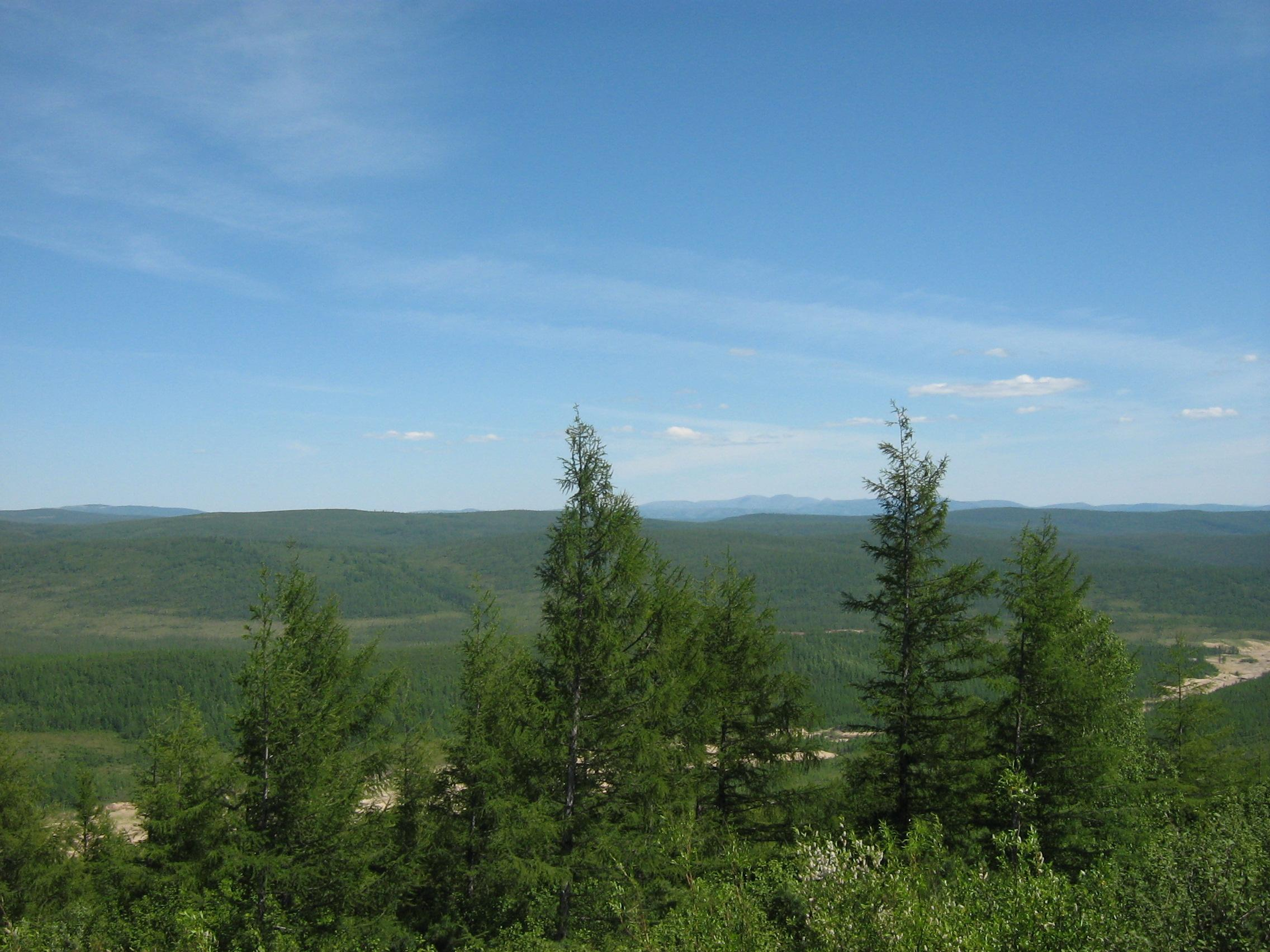
Le district de Neryungrinsk, en Yakoutie.